# Tour de Grande-Bretagne 2023
Le Tour de Grande-Bretagne 2023 (officiellement : Tour of Britain) est la 19e édition de cette course cycliste par étapes masculine. Il a lieu en Grande-Bretagne du 3 au 10 septembre 2023. Il se déroule entre Altrincham et Caerphilly et fait partie du calendrier UCI ProSeries 2023 en catégorie 2.Pro.

## Présentation

### Parcours
Le parcours du Tour de Grande-Bretagne 2023 est tracé sur huit étapes et un total de 1 271,1 km parcourant l'Angleterre et le Pays de Galles.

### Équipes
| WorldTeams (5)- Bora-Hansgrohe - Ineos Grenadiers - Jumbo-Visma - Movistar Team - Team DSM-Firmenich ProTeams (6)- Bingoal WB - Bolton Equities Black Spoke Pro Cycling - Equipo Kern Pharma - Q36.5 Pro Cycling Team - Team Flanders-Baloise - Uno-X Pro Cycling Team Équipes continentales (4)- Global 6 Cycling - Saint Piran - TDT-Unibet - Trinity Racing Équipe nationale- Grande-Bretagne |
| |

## Étapes
| Étape     | Date     | Villes étapes                       | type            | Distance (km) | Dénivelé (m) | Vainqueur d'étape | Leader du classement général |
| --------- | -------- | ----------------------------------- | --------------- | ------------- | ------------ | ----------------- | ---------------------------- |
| 1re étape | 3 sept.  | Altrincham – Manchester             | étape vallonnée | 163,3         | 2 032 m      | Olav Kooij        | Olav Kooij                   |
| 2e étape  | 4 sept.  | Wrexham – Wrexham                   | étape de plaine | 109,9         | 830 m        | Olav Kooij        | Olav Kooij                   |
| 3e étape  | 5 sept.  | Goole – Beverley                    | étape de plaine | 154,7         | 699 m        | Olav Kooij        | Olav Kooij                   |
| 4e étape  | 6 sept.  | forêt de Sherwood – Newark-on-Trent | étape vallonnée | 166,6         | 975 m        | Olav Kooij        | Olav Kooij                   |
| 5e étape  | 7 sept.  | Felixstowe – Felixstowe             | étape de plaine | 192,4         | 1 000 m      | Wout van Aert     | Wout van Aert                |
| 6e étape  | 8 sept.  | Southend-on-Sea – Harlow            | étape de plaine | 146,2         | 850 m        | Danny van Poppel  | Wout van Aert                |
| 7e étape  | 9 sept.  | Tewkesbury – Gloucester             | étape vallonnée | 170,9         | 1 865 m      | Rasmus Tiller     | Wout van Aert                |
| 8e étape  | 10 sept. | Margam Country Park – Caerphilly    | étape vallonnée | 166,8         | 2 525 m      | Carlos Rodríguez  | Wout van Aert                |

## Résultats

### 1reétape
| \| Classement de l'étape \| Classement de l'étape \| Classement de l'étape \| Classement de l'étape \| Classement de l'étape \| \| Coureur \| Coureur \| Pays \| Équipe \| Temps \| \| --------------------- \| --------------------- \| --------------------- \| --------------------------------------- \| --------------------- \| \| 1er \| Olav Kooij \| Pays-Bas \| Jumbo-Visma \| 3 h 51 min 02 s \| \| 2e \| Wout van Aert \| Belgique \| Jumbo-Visma \| + 0 s \| \| 3e \| Sam Bennett \| Irlande \| Bora-Hansgrohe \| + 0 s \| \| 4e \| Max Kanter \| Allemagne \| Movistar Team \| + 0 s \| \| 5e \| Ethan Vernon \| Royaume-Uni \| Grande-Bretagne \| + 0 s \| \| 6e \| Stian Fredheim \| Norvège \| Uno-X Pro Cycling Team \| + 0 s \| \| 7e \| Davide Bomboi \| Belgique \| TDT-Unibet \| + 0 s \| \| 8e \| Danny van Poppel \| Pays-Bas \| Bora-Hansgrohe \| + 0 s \| \| 9e \| Gonzalo Serrano \| Espagne \| Movistar Team \| + 0 s \| \| 10e \| Rory Townsend \| Irlande \| Bolton Equities Black Spoke Pro Cycling \| + 0 s \| |                  |             |                                         |                 |
| |                  |             |                                         |                 |
| Source : ProCyclingStats |                  |             |                                         |                 |
| Classement de l'étape |                  |             |                                         |                 |
| Coureur | Coureur          | Pays        | Équipe                                  | Temps           |
| 1er | Olav Kooij       | Pays-Bas    | Jumbo-Visma                             | 3 h 51 min 02 s |
| 2e | Wout van Aert    | Belgique    | Jumbo-Visma                             | + 0 s           |
| 3e | Sam Bennett      | Irlande     | Bora-Hansgrohe                          | + 0 s           |
| 4e | Max Kanter       | Allemagne   | Movistar Team                           | + 0 s           |
| 5e | Ethan Vernon     | Royaume-Uni | Grande-Bretagne                         | + 0 s           |
| 6e | Stian Fredheim   | Norvège     | Uno-X Pro Cycling Team                  | + 0 s           |
| 7e | Davide Bomboi    | Belgique    | TDT-Unibet                              | + 0 s           |
| 8e | Danny van Poppel | Pays-Bas    | Bora-Hansgrohe                          | + 0 s           |
| 9e | Gonzalo Serrano  | Espagne     | Movistar Team                           | + 0 s           |
| 10e | Rory Townsend    | Irlande     | Bolton Equities Black Spoke Pro Cycling | + 0 s           |

| \| Classement général \| Classement général \| Classement général \| Classement général \| Classement général \| \| Coureur \| Coureur \| Pays \| Équipe \| Temps \| \| ------------------ \| ------------------ \| ------------------ \| --------------------------------------- \| ------------------ \| \| 1er \| Olav Kooij \| Pays-Bas \| Jumbo-Visma \| 3 h 51 min 02 s \| \| 2e \| Wout van Aert \| Belgique \| Jumbo-Visma \| + 0 s \| \| 3e \| Sam Bennett \| Irlande \| Bora-Hansgrohe \| + 0 s \| \| 4e \| Max Kanter \| Allemagne \| Movistar Team \| + 0 s \| \| 5e \| Ethan Vernon \| Royaume-Uni \| Grande-Bretagne \| + 0 s \| \| 6e \| Stian Fredheim \| Norvège \| Uno-X Pro Cycling Team \| + 0 s \| \| 7e \| Davide Bomboi \| Belgique \| TDT-Unibet \| + 0 s \| \| 8e \| Danny van Poppel \| Pays-Bas \| Bora-Hansgrohe \| + 0 s \| \| 9e \| Gonzalo Serrano \| Espagne \| Movistar Team \| + 0 s \| \| 10e \| Rory Townsend \| Irlande \| Bolton Equities Black Spoke Pro Cycling \| + 0 s \| |                  |             |                                         |                 |
| |                  |             |                                         |                 |
| Source : ProCyclingStats |                  |             |                                         |                 |
| Classement général |                  |             |                                         |                 |
| Coureur | Coureur          | Pays        | Équipe                                  | Temps           |
| 1er | Olav Kooij       | Pays-Bas    | Jumbo-Visma                             | 3 h 51 min 02 s |
| 2e | Wout van Aert    | Belgique    | Jumbo-Visma                             | + 0 s           |
| 3e | Sam Bennett      | Irlande     | Bora-Hansgrohe                          | + 0 s           |
| 4e | Max Kanter       | Allemagne   | Movistar Team                           | + 0 s           |
| 5e | Ethan Vernon     | Royaume-Uni | Grande-Bretagne                         | + 0 s           |
| 6e | Stian Fredheim   | Norvège     | Uno-X Pro Cycling Team                  | + 0 s           |
| 7e | Davide Bomboi    | Belgique    | TDT-Unibet                              | + 0 s           |
| 8e | Danny van Poppel | Pays-Bas    | Bora-Hansgrohe                          | + 0 s           |
| 9e | Gonzalo Serrano  | Espagne     | Movistar Team                           | + 0 s           |
| 10e | Rory Townsend    | Irlande     | Bolton Equities Black Spoke Pro Cycling | + 0 s           |

### 2eétape
| \| Classement de l'étape \| Classement de l'étape \| Classement de l'étape \| Classement de l'étape \| Classement de l'étape \| \| Coureur \| Coureur \| Pays \| Équipe \| Temps \| \| --------------------- \| --------------------- \| --------------------- \| ---------------------- \| --------------------- \| \| 1er \| Olav Kooij \| Pays-Bas \| Jumbo-Visma \| 2 h 22 min 51 s \| \| 2e \| Danny van Poppel \| Pays-Bas \| Bora-Hansgrohe \| + 0 s \| \| 3e \| Wout van Aert \| Belgique \| Jumbo-Visma \| + 0 s \| \| 4e \| Sam Bennett \| Irlande \| Bora-Hansgrohe \| + 0 s \| \| 5e \| Max Kanter \| Allemagne \| Movistar Team \| + 0 s \| \| 6e \| Ethan Vernon \| Royaume-Uni \| Grande-Bretagne \| + 0 s \| \| 7e \| Luke Lamperti \| États-Unis \| Trinity Racing \| + 0 s \| \| 8e \| Stian Fredheim \| Norvège \| Uno-X Pro Cycling Team \| + 0 s \| \| 9e \| Tom Pidcock \| Royaume-Uni \| Ineos Grenadiers \| + 0 s \| \| 10e \| Davide Bomboi \| Belgique \| TDT-Unibet \| + 0 s \| |                  |             |                        |                 |
| |                  |             |                        |                 |
| Source : ProCyclingStats |                  |             |                        |                 |
| Classement de l'étape |                  |             |                        |                 |
| Coureur | Coureur          | Pays        | Équipe                 | Temps           |
| 1er | Olav Kooij       | Pays-Bas    | Jumbo-Visma            | 2 h 22 min 51 s |
| 2e | Danny van Poppel | Pays-Bas    | Bora-Hansgrohe         | + 0 s           |
| 3e | Wout van Aert    | Belgique    | Jumbo-Visma            | + 0 s           |
| 4e | Sam Bennett      | Irlande     | Bora-Hansgrohe         | + 0 s           |
| 5e | Max Kanter       | Allemagne   | Movistar Team          | + 0 s           |
| 6e | Ethan Vernon     | Royaume-Uni | Grande-Bretagne        | + 0 s           |
| 7e | Luke Lamperti    | États-Unis  | Trinity Racing         | + 0 s           |
| 8e | Stian Fredheim   | Norvège     | Uno-X Pro Cycling Team | + 0 s           |
| 9e | Tom Pidcock      | Royaume-Uni | Ineos Grenadiers       | + 0 s           |
| 10e | Davide Bomboi    | Belgique    | TDT-Unibet             | + 0 s           |

| \| Classement général \| Classement général \| Classement général \| Classement général \| Classement général \| \| Coureur \| Coureur \| Pays \| Équipe \| Temps \| \| ------------------ \| ------------------ \| ------------------ \| ---------------------- \| ------------------ \| \| 1er \| Olav Kooij \| Pays-Bas \| Jumbo-Visma \| 6 h 13 min 53 s \| \| 2e \| Wout van Aert \| Belgique \| Jumbo-Visma \| + 0 s \| \| 3e \| Sam Bennett \| Irlande \| Bora-Hansgrohe \| + 0 s \| \| 4e \| Max Kanter \| Allemagne \| Movistar Team \| + 0 s \| \| 5e \| Danny van Poppel \| Pays-Bas \| Bora-Hansgrohe \| + 0 s \| \| 6e \| Ethan Vernon \| Royaume-Uni \| Grande-Bretagne \| + 0 s \| \| 7e \| Stian Fredheim \| Norvège \| Uno-X Pro Cycling Team \| + 0 s \| \| 8e \| Davide Bomboi \| Belgique \| TDT-Unibet \| + 0 s \| \| 9e \| Tom Pidcock \| Royaume-Uni \| Ineos Grenadiers \| + 0 s \| \| 10e \| Gonzalo Serrano \| Espagne \| Movistar Team \| + 0 s \| |                  |             |                        |                 |
| |                  |             |                        |                 |
| Source : ProCyclingStats |                  |             |                        |                 |
| Classement général |                  |             |                        |                 |
| Coureur | Coureur          | Pays        | Équipe                 | Temps           |
| 1er | Olav Kooij       | Pays-Bas    | Jumbo-Visma            | 6 h 13 min 53 s |
| 2e | Wout van Aert    | Belgique    | Jumbo-Visma            | + 0 s           |
| 3e | Sam Bennett      | Irlande     | Bora-Hansgrohe         | + 0 s           |
| 4e | Max Kanter       | Allemagne   | Movistar Team          | + 0 s           |
| 5e | Danny van Poppel | Pays-Bas    | Bora-Hansgrohe         | + 0 s           |
| 6e | Ethan Vernon     | Royaume-Uni | Grande-Bretagne        | + 0 s           |
| 7e | Stian Fredheim   | Norvège     | Uno-X Pro Cycling Team | + 0 s           |
| 8e | Davide Bomboi    | Belgique    | TDT-Unibet             | + 0 s           |
| 9e | Tom Pidcock      | Royaume-Uni | Ineos Grenadiers       | + 0 s           |
| 10e | Gonzalo Serrano  | Espagne     | Movistar Team          | + 0 s           |

### 3eétape
| \| Classement de l'étape \| Classement de l'étape \| Classement de l'étape \| Classement de l'étape \| Classement de l'étape \| \| Coureur \| Coureur \| Pays \| Équipe \| Temps \| \| --------------------- \| --------------------- \| --------------------- \| --------------------------------------- \| --------------------- \| \| 1er \| Olav Kooij \| Pays-Bas \| Jumbo-Visma \| 3 h 25 min 58 s \| \| 2e \| Danny van Poppel \| Pays-Bas \| Bora-Hansgrohe \| + 0 s \| \| 3e \| Ethan Vernon \| Royaume-Uni \| Grande-Bretagne \| + 0 s \| \| 4e \| Max Kanter \| Allemagne \| Movistar Team \| + 0 s \| \| 5e \| Rasmus Tiller \| Norvège \| Uno-X Pro Cycling Team \| + 0 s \| \| 6e \| Tom Pidcock \| Royaume-Uni \| Ineos Grenadiers \| + 0 s \| \| 7e \| Robert Donaldson \| Royaume-Uni \| Trinity Racing \| + 0 s \| \| 8e \| Casper van Uden \| Pays-Bas \| Team DSM-Firmenich \| + 0 s \| \| 9e \| Rory Townsend \| Irlande \| Bolton Equities Black Spoke Pro Cycling \| + 0 s \| \| 10e \| Davide Bomboi \| Belgique \| TDT-Unibet \| + 0 s \| |                  |             |                                         |                 |
| |                  |             |                                         |                 |
| Source : ProCyclingStats |                  |             |                                         |                 |
| Classement de l'étape |                  |             |                                         |                 |
| Coureur | Coureur          | Pays        | Équipe                                  | Temps           |
| 1er | Olav Kooij       | Pays-Bas    | Jumbo-Visma                             | 3 h 25 min 58 s |
| 2e | Danny van Poppel | Pays-Bas    | Bora-Hansgrohe                          | + 0 s           |
| 3e | Ethan Vernon     | Royaume-Uni | Grande-Bretagne                         | + 0 s           |
| 4e | Max Kanter       | Allemagne   | Movistar Team                           | + 0 s           |
| 5e | Rasmus Tiller    | Norvège     | Uno-X Pro Cycling Team                  | + 0 s           |
| 6e | Tom Pidcock      | Royaume-Uni | Ineos Grenadiers                        | + 0 s           |
| 7e | Robert Donaldson | Royaume-Uni | Trinity Racing                          | + 0 s           |
| 8e | Casper van Uden  | Pays-Bas    | Team DSM-Firmenich                      | + 0 s           |
| 9e | Rory Townsend    | Irlande     | Bolton Equities Black Spoke Pro Cycling | + 0 s           |
| 10e | Davide Bomboi    | Belgique    | TDT-Unibet                              | + 0 s           |

| \| Classement général \| Classement général \| Classement général \| Classement général \| Classement général \| \| Coureur \| Coureur \| Pays \| Équipe \| Temps \| \| ------------------ \| ------------------ \| ------------------ \| --------------------------------------- \| ------------------ \| \| 1er \| Olav Kooij \| Pays-Bas \| Jumbo-Visma \| 9 h 39 min 51 s \| \| 2e \| Danny van Poppel \| Pays-Bas \| Bora-Hansgrohe \| + 0 s \| \| 3e \| Max Kanter \| Allemagne \| Movistar Team \| + 0 s \| \| 4e \| Ethan Vernon \| Royaume-Uni \| Grande-Bretagne \| + 0 s \| \| 5e \| Wout van Aert \| Belgique \| Jumbo-Visma \| + 0 s \| \| 6e \| Davide Bomboi \| Belgique \| TDT-Unibet \| + 0 s \| \| 7e \| Tom Pidcock \| Royaume-Uni \| Ineos Grenadiers \| + 0 s \| \| 8e \| Gonzalo Serrano \| Espagne \| Movistar Team \| + 0 s \| \| 9e \| Rasmus Tiller \| Norvège \| Uno-X Pro Cycling Team \| + 0 s \| \| 10e \| Rory Townsend \| Irlande \| Bolton Equities Black Spoke Pro Cycling \| + 0 s \| |                  |             |                                         |                 |
| |                  |             |                                         |                 |
| Source : ProCyclingStats |                  |             |                                         |                 |
| Classement général |                  |             |                                         |                 |
| Coureur | Coureur          | Pays        | Équipe                                  | Temps           |
| 1er | Olav Kooij       | Pays-Bas    | Jumbo-Visma                             | 9 h 39 min 51 s |
| 2e | Danny van Poppel | Pays-Bas    | Bora-Hansgrohe                          | + 0 s           |
| 3e | Max Kanter       | Allemagne   | Movistar Team                           | + 0 s           |
| 4e | Ethan Vernon     | Royaume-Uni | Grande-Bretagne                         | + 0 s           |
| 5e | Wout van Aert    | Belgique    | Jumbo-Visma                             | + 0 s           |
| 6e | Davide Bomboi    | Belgique    | TDT-Unibet                              | + 0 s           |
| 7e | Tom Pidcock      | Royaume-Uni | Ineos Grenadiers                        | + 0 s           |
| 8e | Gonzalo Serrano  | Espagne     | Movistar Team                           | + 0 s           |
| 9e | Rasmus Tiller    | Norvège     | Uno-X Pro Cycling Team                  | + 0 s           |
| 10e | Rory Townsend    | Irlande     | Bolton Equities Black Spoke Pro Cycling | + 0 s           |

### 4eétape
| \| Classement de l'étape \| Classement de l'étape \| Classement de l'étape \| Classement de l'étape \| Classement de l'étape \| \| Coureur \| Coureur \| Pays \| Équipe \| Temps \| \| --------------------- \| --------------------- \| --------------------- \| ---------------------- \| --------------------- \| \| 1er \| Olav Kooij \| Pays-Bas \| Jumbo-Visma \| 3 h 45 min 40 s \| \| 2e \| Casper van Uden \| Pays-Bas \| Team DSM-Firmenich \| + 0 s \| \| 3e \| Ethan Vernon \| Royaume-Uni \| Grande-Bretagne \| + 0 s \| \| 4e \| Milan Fretin \| Belgique \| Team Flanders-Baloise \| + 0 s \| \| 5e \| Max Kanter \| Allemagne \| Movistar Team \| + 0 s \| \| 6e \| Stian Fredheim \| Norvège \| Uno-X Pro Cycling Team \| + 0 s \| \| 7e \| Davide Persico \| Italie \| Bingoal WB \| + 0 s \| \| 8e \| Ben Turner \| Royaume-Uni \| Ineos Grenadiers \| + 0 s \| \| 9e \| Sam Bennett \| Irlande \| Bora-Hansgrohe \| + 0 s \| \| 10e \| Davide Bomboi \| Belgique \| TDT-Unibet \| + 0 s \| |                 |             |                        |                 |
| |                 |             |                        |                 |
| Source : ProCyclingStats |                 |             |                        |                 |
| Classement de l'étape |                 |             |                        |                 |
| Coureur | Coureur         | Pays        | Équipe                 | Temps           |
| 1er | Olav Kooij      | Pays-Bas    | Jumbo-Visma            | 3 h 45 min 40 s |
| 2e | Casper van Uden | Pays-Bas    | Team DSM-Firmenich     | + 0 s           |
| 3e | Ethan Vernon    | Royaume-Uni | Grande-Bretagne        | + 0 s           |
| 4e | Milan Fretin    | Belgique    | Team Flanders-Baloise  | + 0 s           |
| 5e | Max Kanter      | Allemagne   | Movistar Team          | + 0 s           |
| 6e | Stian Fredheim  | Norvège     | Uno-X Pro Cycling Team | + 0 s           |
| 7e | Davide Persico  | Italie      | Bingoal WB             | + 0 s           |
| 8e | Ben Turner      | Royaume-Uni | Ineos Grenadiers       | + 0 s           |
| 9e | Sam Bennett     | Irlande     | Bora-Hansgrohe         | + 0 s           |
| 10e | Davide Bomboi   | Belgique    | TDT-Unibet             | + 0 s           |

| \| Classement général \| Classement général \| Classement général \| Classement général \| Classement général \| \| Coureur \| Coureur \| Pays \| Équipe \| Temps \| \| ------------------ \| ------------------ \| ------------------ \| --------------------------------------- \| ------------------ \| \| 1er \| Olav Kooij \| Pays-Bas \| Jumbo-Visma \| 13 h 25 min 31 s \| \| 2e \| Ethan Vernon \| Royaume-Uni \| Grande-Bretagne \| + 0 s \| \| 3e \| Max Kanter \| Allemagne \| Movistar Team \| + 0 s \| \| 4e \| Wout van Aert \| Belgique \| Jumbo-Visma \| + 0 s \| \| 5e \| Davide Bomboi \| Belgique \| TDT-Unibet \| + 0 s \| \| 6e \| Danny van Poppel \| Pays-Bas \| Bora-Hansgrohe \| + 0 s \| \| 7e \| Tom Pidcock \| Royaume-Uni \| Ineos Grenadiers \| + 0 s \| \| 8e \| Casper van Uden \| Pays-Bas \| Team DSM-Firmenich \| + 0 s \| \| 9e \| Gonzalo Serrano \| Espagne \| Movistar Team \| + 0 s \| \| 10e \| Rory Townsend \| Irlande \| Bolton Equities Black Spoke Pro Cycling \| + 0 s \| |                  |             |                                         |                  |
| |                  |             |                                         |                  |
| Source : ProCyclingStats |                  |             |                                         |                  |
| Classement général |                  |             |                                         |                  |
| Coureur | Coureur          | Pays        | Équipe                                  | Temps            |
| 1er | Olav Kooij       | Pays-Bas    | Jumbo-Visma                             | 13 h 25 min 31 s |
| 2e | Ethan Vernon     | Royaume-Uni | Grande-Bretagne                         | + 0 s            |
| 3e | Max Kanter       | Allemagne   | Movistar Team                           | + 0 s            |
| 4e | Wout van Aert    | Belgique    | Jumbo-Visma                             | + 0 s            |
| 5e | Davide Bomboi    | Belgique    | TDT-Unibet                              | + 0 s            |
| 6e | Danny van Poppel | Pays-Bas    | Bora-Hansgrohe                          | + 0 s            |
| 7e | Tom Pidcock      | Royaume-Uni | Ineos Grenadiers                        | + 0 s            |
| 8e | Casper van Uden  | Pays-Bas    | Team DSM-Firmenich                      | + 0 s            |
| 9e | Gonzalo Serrano  | Espagne     | Movistar Team                           | + 0 s            |
| 10e | Rory Townsend    | Irlande     | Bolton Equities Black Spoke Pro Cycling | + 0 s            |

### 5eétape
| \| Classement de l'étape \| Classement de l'étape \| Classement de l'étape \| Classement de l'étape \| Classement de l'étape \| \| Coureur \| Coureur \| Pays \| Équipe \| Temps \| \| --------------------- \| --------------------- \| --------------------- \| ---------------------- \| --------------------- \| \| 1er \| Wout van Aert \| Belgique \| Jumbo-Visma \| 4 h 20 min 05 s \| \| 2e \| Ethan Vernon \| Royaume-Uni \| Grande-Bretagne \| + 3 s \| \| 3e \| Danny van Poppel \| Pays-Bas \| Bora-Hansgrohe \| + 3 s \| \| 4e \| Alexander Salby \| Danemark \| Bingoal WB \| + 3 s \| \| 5e \| Max Kanter \| Allemagne \| Movistar Team \| + 3 s \| \| 6e \| Davide Persico \| Italie \| Bingoal WB \| + 3 s \| \| 7e \| Milan Fretin \| Belgique \| Team Flanders-Baloise \| + 3 s \| \| 8e \| Davide Bomboi \| Belgique \| TDT-Unibet \| + 3 s \| \| 9e \| Tom Pidcock \| Royaume-Uni \| Ineos Grenadiers \| + 3 s \| \| 10e \| Stian Fredheim \| Norvège \| Uno-X Pro Cycling Team \| + 3 s \| |                  |             |                        |                 |
| |                  |             |                        |                 |
| Source : ProCyclingStats |                  |             |                        |                 |
| Classement de l'étape |                  |             |                        |                 |
| Coureur | Coureur          | Pays        | Équipe                 | Temps           |
| 1er | Wout van Aert    | Belgique    | Jumbo-Visma            | 4 h 20 min 05 s |
| 2e | Ethan Vernon     | Royaume-Uni | Grande-Bretagne        | + 3 s           |
| 3e | Danny van Poppel | Pays-Bas    | Bora-Hansgrohe         | + 3 s           |
| 4e | Alexander Salby  | Danemark    | Bingoal WB             | + 3 s           |
| 5e | Max Kanter       | Allemagne   | Movistar Team          | + 3 s           |
| 6e | Davide Persico   | Italie      | Bingoal WB             | + 3 s           |
| 7e | Milan Fretin     | Belgique    | Team Flanders-Baloise  | + 3 s           |
| 8e | Davide Bomboi    | Belgique    | TDT-Unibet             | + 3 s           |
| 9e | Tom Pidcock      | Royaume-Uni | Ineos Grenadiers       | + 3 s           |
| 10e | Stian Fredheim   | Norvège     | Uno-X Pro Cycling Team | + 3 s           |

| \| Classement général \| Classement général \| Classement général \| Classement général \| Classement général \| \| Coureur \| Coureur \| Pays \| Équipe \| Temps \| \| ------------------ \| ------------------ \| ------------------ \| ------------------ \| ------------------ \| \| 1er \| Wout van Aert \| Belgique \| Jumbo-Visma \| 17 h 45 min 36 s \| \| 2e \| Ethan Vernon \| Royaume-Uni \| Grande-Bretagne \| + 3 s \| \| 3e \| Max Kanter \| Allemagne \| Movistar Team \| + 3 s \| \| 4e \| Olav Kooij \| Pays-Bas \| Jumbo-Visma \| + 3 s \| \| 5e \| Davide Bomboi \| Belgique \| TDT-Unibet \| + 3 s \| \| 6e \| Danny van Poppel \| Pays-Bas \| Bora-Hansgrohe \| + 3 s \| \| 7e \| Tom Pidcock \| Royaume-Uni \| Ineos Grenadiers \| + 3 s \| \| 8e \| Casper van Uden \| Pays-Bas \| Team DSM-Firmenich \| + 3 s \| \| 9e \| Gonzalo Serrano \| Espagne \| Movistar Team \| + 3 s \| \| 10e \| Davide Persico \| Italie \| Bingoal WB \| + 3 s \| |                  |             |                    |                  |
| |                  |             |                    |                  |
| Source : ProCyclingStats |                  |             |                    |                  |
| Classement général |                  |             |                    |                  |
| Coureur | Coureur          | Pays        | Équipe             | Temps            |
| 1er | Wout van Aert    | Belgique    | Jumbo-Visma        | 17 h 45 min 36 s |
| 2e | Ethan Vernon     | Royaume-Uni | Grande-Bretagne    | + 3 s            |
| 3e | Max Kanter       | Allemagne   | Movistar Team      | + 3 s            |
| 4e | Olav Kooij       | Pays-Bas    | Jumbo-Visma        | + 3 s            |
| 5e | Davide Bomboi    | Belgique    | TDT-Unibet         | + 3 s            |
| 6e | Danny van Poppel | Pays-Bas    | Bora-Hansgrohe     | + 3 s            |
| 7e | Tom Pidcock      | Royaume-Uni | Ineos Grenadiers   | + 3 s            |
| 8e | Casper van Uden  | Pays-Bas    | Team DSM-Firmenich | + 3 s            |
| 9e | Gonzalo Serrano  | Espagne     | Movistar Team      | + 3 s            |
| 10e | Davide Persico   | Italie      | Bingoal WB         | + 3 s            |

### 6eétape
| \| Classement de l'étape \| Classement de l'étape \| Classement de l'étape \| Classement de l'étape \| Classement de l'étape \| \| Coureur \| Coureur \| Pays \| Équipe \| Temps \| \| --------------------- \| --------------------- \| --------------------- \| ---------------------- \| --------------------- \| \| 1er \| Danny van Poppel \| Pays-Bas \| Bora-Hansgrohe \| 3 h 14 min 34 s \| \| 2e \| Ethan Vernon \| Royaume-Uni \| Grande-Bretagne \| + 0 s \| \| 3e \| Tord Gudmestad \| Norvège \| Uno-X Pro Cycling Team \| + 0 s \| \| 4e \| Olav Kooij \| Pays-Bas \| Jumbo-Visma \| + 0 s \| \| 5e \| Casper van Uden \| Pays-Bas \| Team DSM-Firmenich \| + 0 s \| \| 6e \| Nicolò Parisini \| Italie \| Q36.5 Pro Cycling Team \| + 0 s \| \| 7e \| Davide Persico \| Italie \| Bingoal WB \| + 0 s \| \| 8e \| Robert Donaldson \| Royaume-Uni \| Trinity Racing \| + 0 s \| \| 9e \| Tom Pidcock \| Royaume-Uni \| Ineos Grenadiers \| + 0 s \| \| 10e \| Szymon Sajnok \| Pologne \| Q36.5 Pro Cycling Team \| + 0 s \| |                  |             |                        |                 |
| |                  |             |                        |                 |
| Source : ProCyclingStats |                  |             |                        |                 |
| Classement de l'étape |                  |             |                        |                 |
| Coureur | Coureur          | Pays        | Équipe                 | Temps           |
| 1er | Danny van Poppel | Pays-Bas    | Bora-Hansgrohe         | 3 h 14 min 34 s |
| 2e | Ethan Vernon     | Royaume-Uni | Grande-Bretagne        | + 0 s           |
| 3e | Tord Gudmestad   | Norvège     | Uno-X Pro Cycling Team | + 0 s           |
| 4e | Olav Kooij       | Pays-Bas    | Jumbo-Visma            | + 0 s           |
| 5e | Casper van Uden  | Pays-Bas    | Team DSM-Firmenich     | + 0 s           |
| 6e | Nicolò Parisini  | Italie      | Q36.5 Pro Cycling Team | + 0 s           |
| 7e | Davide Persico   | Italie      | Bingoal WB             | + 0 s           |
| 8e | Robert Donaldson | Royaume-Uni | Trinity Racing         | + 0 s           |
| 9e | Tom Pidcock      | Royaume-Uni | Ineos Grenadiers       | + 0 s           |
| 10e | Szymon Sajnok    | Pologne     | Q36.5 Pro Cycling Team | + 0 s           |

| \| Classement général \| Classement général \| Classement général \| Classement général \| Classement général \| \| Coureur \| Coureur \| Pays \| Équipe \| Temps \| \| ------------------ \| ------------------ \| ------------------ \| ------------------ \| ------------------ \| \| 1er \| Wout van Aert \| Belgique \| Jumbo-Visma \| 21 h 00 min 10 s \| \| 2e \| Ethan Vernon \| Royaume-Uni \| Grande-Bretagne \| + 3 s \| \| 3e \| Olav Kooij \| Pays-Bas \| Jumbo-Visma \| + 3 s \| \| 4e \| Danny van Poppel \| Pays-Bas \| Bora-Hansgrohe \| + 3 s \| \| 5e \| Tom Pidcock \| Royaume-Uni \| Ineos Grenadiers \| + 3 s \| \| 6e \| Davide Bomboi \| Belgique \| TDT-Unibet \| + 3 s \| \| 7e \| Casper van Uden \| Pays-Bas \| Team DSM-Firmenich \| + 3 s \| \| 8e \| Davide Persico \| Italie \| Bingoal WB \| + 3 s \| \| 9e \| Gonzalo Serrano \| Espagne \| Movistar Team \| + 3 s \| \| 10e \| Max Kanter \| Allemagne \| Movistar Team \| + 3 s \| |                  |             |                    |                  |
| |                  |             |                    |                  |
| Source : ProCyclingStats |                  |             |                    |                  |
| Classement général |                  |             |                    |                  |
| Coureur | Coureur          | Pays        | Équipe             | Temps            |
| 1er | Wout van Aert    | Belgique    | Jumbo-Visma        | 21 h 00 min 10 s |
| 2e | Ethan Vernon     | Royaume-Uni | Grande-Bretagne    | + 3 s            |
| 3e | Olav Kooij       | Pays-Bas    | Jumbo-Visma        | + 3 s            |
| 4e | Danny van Poppel | Pays-Bas    | Bora-Hansgrohe     | + 3 s            |
| 5e | Tom Pidcock      | Royaume-Uni | Ineos Grenadiers   | + 3 s            |
| 6e | Davide Bomboi    | Belgique    | TDT-Unibet         | + 3 s            |
| 7e | Casper van Uden  | Pays-Bas    | Team DSM-Firmenich | + 3 s            |
| 8e | Davide Persico   | Italie      | Bingoal WB         | + 3 s            |
| 9e | Gonzalo Serrano  | Espagne     | Movistar Team      | + 3 s            |
| 10e | Max Kanter       | Allemagne   | Movistar Team      | + 3 s            |

### 7eétape
| \| Classement de l'étape \| Classement de l'étape \| Classement de l'étape \| Classement de l'étape \| Classement de l'étape \| \| Coureur \| Coureur \| Pays \| Équipe \| Temps \| \| --------------------- \| --------------------- \| --------------------- \| ---------------------- \| --------------------- \| \| 1er \| Rasmus Tiller \| Norvège \| Uno-X Pro Cycling Team \| 3 h 50 min 53 s \| \| 2e \| Danny van Poppel \| Pays-Bas \| Bora-Hansgrohe \| + 0 s \| \| 3e \| Stephen Williams \| Royaume-Uni \| Grande-Bretagne \| + 0 s \| \| 4e \| Gregor Mühlberger \| Autriche \| Movistar Team \| + 0 s \| \| 5e \| Damien Howson \| Australie \| Q36.5 Pro Cycling Team \| + 0 s \| \| 6e \| Tobias Johannessen \| Norvège \| Uno-X Pro Cycling Team \| + 0 s \| \| 7e \| Zeb Kyffin \| Royaume-Uni \| Saint Piran \| + 0 s \| \| 8e \| Magnus Sheffield \| États-Unis \| Ineos Grenadiers \| + 0 s \| \| 9e \| Liam Johnston \| Australie \| Trinity Racing \| + 0 s \| \| 10e \| Mark Donovan \| Royaume-Uni \| Q36.5 Pro Cycling Team \| + 0 s \| |                    |             |                        |                 |
| |                    |             |                        |                 |
| Source : ProCyclingStats |                    |             |                        |                 |
| Classement de l'étape |                    |             |                        |                 |
| Coureur | Coureur            | Pays        | Équipe                 | Temps           |
| 1er | Rasmus Tiller      | Norvège     | Uno-X Pro Cycling Team | 3 h 50 min 53 s |
| 2e | Danny van Poppel   | Pays-Bas    | Bora-Hansgrohe         | + 0 s           |
| 3e | Stephen Williams   | Royaume-Uni | Grande-Bretagne        | + 0 s           |
| 4e | Gregor Mühlberger  | Autriche    | Movistar Team          | + 0 s           |
| 5e | Damien Howson      | Australie   | Q36.5 Pro Cycling Team | + 0 s           |
| 6e | Tobias Johannessen | Norvège     | Uno-X Pro Cycling Team | + 0 s           |
| 7e | Zeb Kyffin         | Royaume-Uni | Saint Piran            | + 0 s           |
| 8e | Magnus Sheffield   | États-Unis  | Ineos Grenadiers       | + 0 s           |
| 9e | Liam Johnston      | Australie   | Trinity Racing         | + 0 s           |
| 10e | Mark Donovan       | Royaume-Uni | Q36.5 Pro Cycling Team | + 0 s           |

| \| Classement général \| Classement général \| Classement général \| Classement général \| Classement général \| \| Coureur \| Coureur \| Pays \| Équipe \| Temps \| \| ------------------ \| ------------------ \| ------------------ \| ---------------------- \| ------------------ \| \| 1er \| Wout van Aert \| Belgique \| Jumbo-Visma \| 24 h 51 min 03 s \| \| 2e \| Danny van Poppel \| Pays-Bas \| Bora-Hansgrohe \| + 3 s \| \| 3e \| Rasmus Tiller \| Norvège \| Uno-X Pro Cycling Team \| + 3 s \| \| 4e \| Tobias Johannessen \| Norvège \| Uno-X Pro Cycling Team \| + 3 s \| \| 5e \| Damien Howson \| Australie \| Q36.5 Pro Cycling Team \| + 3 s \| \| 6e \| Magnus Sheffield \| États-Unis \| Ineos Grenadiers \| + 3 s \| \| 7e \| Mark Donovan \| Royaume-Uni \| Q36.5 Pro Cycling Team \| + 3 s \| \| 8e \| Stephen Williams \| Royaume-Uni \| Grande-Bretagne \| + 3 s \| \| 9e \| Zeb Kyffin \| Royaume-Uni \| Saint Piran \| + 3 s \| \| 10e \| Gregor Mühlberger \| Autriche \| Movistar Team \| + 3 s \| |                    |             |                        |                  |
| |                    |             |                        |                  |
| Source : ProCyclingStats |                    |             |                        |                  |
| Classement général |                    |             |                        |                  |
| Coureur | Coureur            | Pays        | Équipe                 | Temps            |
| 1er | Wout van Aert      | Belgique    | Jumbo-Visma            | 24 h 51 min 03 s |
| 2e | Danny van Poppel   | Pays-Bas    | Bora-Hansgrohe         | + 3 s            |
| 3e | Rasmus Tiller      | Norvège     | Uno-X Pro Cycling Team | + 3 s            |
| 4e | Tobias Johannessen | Norvège     | Uno-X Pro Cycling Team | + 3 s            |
| 5e | Damien Howson      | Australie   | Q36.5 Pro Cycling Team | + 3 s            |
| 6e | Magnus Sheffield   | États-Unis  | Ineos Grenadiers       | + 3 s            |
| 7e | Mark Donovan       | Royaume-Uni | Q36.5 Pro Cycling Team | + 3 s            |
| 8e | Stephen Williams   | Royaume-Uni | Grande-Bretagne        | + 3 s            |
| 9e | Zeb Kyffin         | Royaume-Uni | Saint Piran            | + 3 s            |
| 10e | Gregor Mühlberger  | Autriche    | Movistar Team          | + 3 s            |

### 8eétape
| \| Classement de l'étape \| Classement de l'étape \| Classement de l'étape \| Classement de l'étape \| Classement de l'étape \| \| Coureur \| Coureur \| Pays \| Équipe \| Temps \| \| --------------------- \| --------------------- \| --------------------- \| ---------------------- \| --------------------- \| \| 1er \| Carlos Rodríguez \| Espagne \| Ineos Grenadiers \| 3 h 52 min 43 s \| \| 2e \| Wout van Aert \| Belgique \| Jumbo-Visma \| + 11 s \| \| 3e \| Damien Howson \| Australie \| Q36.5 Pro Cycling Team \| + 11 s \| \| 4e \| Tobias Johannessen \| Norvège \| Uno-X Pro Cycling Team \| + 11 s \| \| 5e \| Magnus Sheffield \| États-Unis \| Ineos Grenadiers \| + 11 s \| \| 6e \| Nils Politt \| Allemagne \| Bora-Hansgrohe \| + 30 s \| \| 7e \| Zeb Kyffin \| Royaume-Uni \| Saint Piran \| + 31 s \| \| 8e \| Mark Donovan \| Royaume-Uni \| Q36.5 Pro Cycling Team \| + 31 s \| \| 9e \| Gregor Mühlberger \| Autriche \| Movistar Team \| + 31 s \| \| 10e \| Kamiel Bonneu \| Belgique \| Team Flanders-Baloise \| + 31 s \| |                    |             |                        |                 |
| |                    |             |                        |                 |
| Source : ProCyclingStats |                    |             |                        |                 |
| Classement de l'étape |                    |             |                        |                 |
| Coureur | Coureur            | Pays        | Équipe                 | Temps           |
| 1er | Carlos Rodríguez   | Espagne     | Ineos Grenadiers       | 3 h 52 min 43 s |
| 2e | Wout van Aert      | Belgique    | Jumbo-Visma            | + 11 s          |
| 3e | Damien Howson      | Australie   | Q36.5 Pro Cycling Team | + 11 s          |
| 4e | Tobias Johannessen | Norvège     | Uno-X Pro Cycling Team | + 11 s          |
| 5e | Magnus Sheffield   | États-Unis  | Ineos Grenadiers       | + 11 s          |
| 6e | Nils Politt        | Allemagne   | Bora-Hansgrohe         | + 30 s          |
| 7e | Zeb Kyffin         | Royaume-Uni | Saint Piran            | + 31 s          |
| 8e | Mark Donovan       | Royaume-Uni | Q36.5 Pro Cycling Team | + 31 s          |
| 9e | Gregor Mühlberger  | Autriche    | Movistar Team          | + 31 s          |
| 10e | Kamiel Bonneu      | Belgique    | Team Flanders-Baloise  | + 31 s          |

## Classements finals

### Classement général final
| \| Classement général \| Classement général \| Classement général \| Classement général \| Classement général \| \| Coureur \| Coureur \| Pays \| Équipe \| Temps \| \| ------------------ \| ------------------ \| ------------------ \| ---------------------- \| ------------------ \| \| 1er \| Wout van Aert \| Belgique \| Jumbo-Visma \| 28 h 43 min 57 s \| \| 2e \| Tobias Johannessen \| Norvège \| Uno-X Pro Cycling Team \| + 3 s \| \| 3e \| Damien Howson \| Australie \| Q36.5 Pro Cycling Team \| + 3 s \| \| 4e \| Magnus Sheffield \| États-Unis \| Ineos Grenadiers \| + 3 s \| \| 5e \| Mark Donovan \| Royaume-Uni \| Q36.5 Pro Cycling Team \| + 23 s \| \| 6e \| Zeb Kyffin \| Royaume-Uni \| Saint Piran \| + 23 s \| \| 7e \| Gregor Mühlberger \| Autriche \| Movistar Team \| + 23 s \| \| 8e \| Kamiel Bonneu \| Belgique \| Team Flanders-Baloise \| + 23 s \| \| 9e \| Nils Politt \| Allemagne \| Bora-Hansgrohe \| + 28 s \| \| 10e \| Carlos Rodríguez \| Espagne \| Ineos Grenadiers \| + 28 s \| |                    |             |                        |                  |
| |                    |             |                        |                  |
| Source : ProCyclingStats |                    |             |                        |                  |
| Classement général |                    |             |                        |                  |
| Coureur | Coureur            | Pays        | Équipe                 | Temps            |
| 1er | Wout van Aert      | Belgique    | Jumbo-Visma            | 28 h 43 min 57 s |
| 2e | Tobias Johannessen | Norvège     | Uno-X Pro Cycling Team | + 3 s            |
| 3e | Damien Howson      | Australie   | Q36.5 Pro Cycling Team | + 3 s            |
| 4e | Magnus Sheffield   | États-Unis  | Ineos Grenadiers       | + 3 s            |
| 5e | Mark Donovan       | Royaume-Uni | Q36.5 Pro Cycling Team | + 23 s           |
| 6e | Zeb Kyffin         | Royaume-Uni | Saint Piran            | + 23 s           |
| 7e | Gregor Mühlberger  | Autriche    | Movistar Team          | + 23 s           |
| 8e | Kamiel Bonneu      | Belgique    | Team Flanders-Baloise  | + 23 s           |
| 9e | Nils Politt        | Allemagne   | Bora-Hansgrohe         | + 28 s           |
| 10e | Carlos Rodríguez   | Espagne     | Ineos Grenadiers       | + 28 s           |

## Évolution des classements
| Étape              | Vainqueur          | Classement général | Classement par points | Classement de la montagne | Classement du meilleur jeune | Classement par équipes | Prix de la combativité |
| ------------------ | ------------------ | ------------------ | --------------------- | ------------------------- | ---------------------------- | ---------------------- | ---------------------- |
| 1                  | Olav Kooij         | Olav Kooij         | Olav Kooij            | James Fouché              | Olav Kooij                   | Uno-X Pro              | Harry Tanfield         |
| 2                  | Olav Kooij         | Olav Kooij         | Olav Kooij            | James Fouché              | Olav Kooij                   | Bora-Hansgrohe         | Abram Stockman         |
| 3                  | Olav Kooij         | Olav Kooij         | Olav Kooij            | James Fouché              | Olav Kooij                   | Uno-X Pro              | Nícolas Sessler        |
| 4                  | Olav Kooij         | Olav Kooij         | Olav Kooij            | James Fouché              | Olav Kooij                   | Uno-X Pro              | Harry Tanfield         |
| 5                  | Wout van Aert      | Wout van Aert      | Olav Kooij            | James Fouché              | Olav Kooij                   | Uno-X Pro              | Wout van Aert          |
| 6                  | Danny van Poppel   | Wout van Aert      | Olav Kooij            | James Fouché              | Olav Kooij                   | Uno-X Pro              | Abram Stockman         |
| 7                  | Rasmus Tiller      | Wout van Aert      | Olav Kooij            | James Fouché              | Magnus Sheffield             | Uno-X Pro              | Ben Turner             |
| 8                  | Carlos Rodríguez   | Wout van Aert      | Olav Kooij            | James Fouché              | Magnus Sheffield             | Q36.5 Pro              | Stephen Williams       |
| Classements finals | Classements finals | Wout van Aert      | Olav Kooij            | James Fouché              | Magnus Sheffield             | Q36.5 Pro              | Abram Stockman         |

## Liste des participants
| Movistar Team MOV | Movistar Team MOV                  | Movistar Team MOV |
| ----------------- | ---------------------------------- | ----------------- |
| Num               | Coureur                            | Pos               |
| 1                 | Gonzalo Serrano (ESP)              | 19e               |
| 2                 | Fernando Gaviria (COL)             | AB-6              |
| 3                 | Carlos Verona (ESP)                | 72e               |
| 4                 | Max Kanter (GER)                   | AB-7              |
| 5                 | Gregor Mühlberger (AUT) (route)    | 7e                |
| 6                 | Óscar Rodríguez Garaicoechea (ESP) | 45e               |

| Ineos Grenadiers IGD | Ineos Grenadiers IGD   | Ineos Grenadiers IGD |
| -------------------- | ---------------------- | -------------------- |
| Num                  | Coureur                | Pos                  |
| 11                   | Tom Pidcock (GBR)      | NP-7                 |
| 12                   | Carlos Rodríguez (ESP) | 10e                  |
| 13                   | Luke Rowe (GBR)        | 55e                  |
| 14                   | Connor Swift (GBR)     | 36e                  |
| 15                   | Magnus Sheffield (USA) | 4e                   |
| 16                   | Ben Turner (GBR)       | 38e                  |

| Bingoal WB BWB | Bingoal WB BWB         | Bingoal WB BWB |
| -------------- | ---------------------- | -------------- |
| Num            | Coureur                | Pos            |
| 21             | Floris De Tier (BEL)   | 41e            |
| 22             | Johan Meens (BEL)      | 26e            |
| 23             | Davide Persico (ITA)   | 64e            |
| 24             | Dimitri Peyskens (BEL) | 32e            |
| 25             | Lennert Teugels (BEL)  | 15e            |
| 26             | Alexander Salby (DEN)  | NP-7           |

| Grande-Bretagne GBR | Grande-Bretagne GBR | Grande-Bretagne GBR |
| ------------------- | ------------------- | ------------------- |
| Num                 | Coureur             | Pos                 |
| 31                  | Ethan Vernon        | 24e                 |
| 32                  | Jack Brough         | 74e                 |
| 33                  | Joshua Giddings     | AB-8                |
| 34                  | Noah Hobbs          | 66e                 |
| 35                  | Oliver Wood         | 73e                 |
| 36                  | Stephen Williams    | 14e                 |

| Bora-Hansgrohe BOH | Bora-Hansgrohe BOH     | Bora-Hansgrohe BOH |
| ------------------ | ---------------------- | ------------------ |
| Num                | Coureur                | Pos                |
| 41                 | Sam Bennett (IRL)      | AB-8               |
| 42                 | Ryan Mullen (IRL)      | 47e                |
| 43                 | Nils Politt (GER)      | 9e                 |
| 44                 | Matthew Walls (GBR)    | 60e                |
| 45                 | Ide Schelling (NED)    | 65e                |
| 46                 | Danny van Poppel (NED) | 11e                |

| Bolton Equities Black Spoke Pro Cycling BEB | Bolton Equities Black Spoke Pro Cycling BEB | Bolton Equities Black Spoke Pro Cycling BEB |
| ------------------------------------------- | ------------------------------------------- | ------------------------------------------- |
| Num                                         | Coureur                                     | Pos                                         |
| 51                                          | Jacob Scott (GBR)                           | 57e                                         |
| 52                                          | Matthew Bostock (GBR)                       | 61e                                         |
| 53                                          | James Fouché (NZL)                          | 53e                                         |
| 54                                          | Ryan Christensen (NZL)                      | NP-7                                        |
| 55                                          | Mark Stewart (GBR)                          | 16e                                         |
| 56                                          | Rory Townsend (IRL)                         | NP-8                                        |

| Global 6 Cycling GLC | Global 6 Cycling GLC   | Global 6 Cycling GLC |
| -------------------- | ---------------------- | -------------------- |
| Num                  | Coureur                | Pos                  |
| 61                   | Nícolas Sessler (BRA)  | 22e                  |
| 62                   | Giacomo Ballabio (ITA) | 25e                  |
| 63                   | Tomoya Koyama (JPN)    | AB-7                 |
| 64                   | Evan Russell (CAN)     | 49e                  |
| 65                   | Callum Ormiston (RSA)  | 71e                  |
| 66                   | Tom Wirtgen (LUX)      | 70e                  |

| Jumbo-Visma TJV | Jumbo-Visma TJV            | Jumbo-Visma TJV |
| --------------- | -------------------------- | --------------- |
| Num             | Coureur                    | Pos             |
| 71              | Wout van Aert (BEL)        | 1er             |
| 72              | Edoardo Affini (ITA)       | 62e             |
| 73              | Steven Kruijswijk (NED)    | 52e             |
| 74              | Olav Kooij (NED)           | 48e             |
| 75              | Jos van Emden (NED)        | AB-8            |
| 76              | Nathan Van Hooydonck (BEL) | 43e             |

| Equipo Kern Pharma EKP | Equipo Kern Pharma EKP   | Equipo Kern Pharma EKP |
| ---------------------- | ------------------------ | ---------------------- |
| Num                    | Coureur                  | Pos                    |
| 81                     | Roger Adrià (ESP)        | 13e                    |
| 82                     | Igor Arrieta (ESP)       | 17e                    |
| 83                     | Iñigo Elosegui (ESP)     | 31e                    |
| 84                     | José Félix Parra (ESP)   | 18e                    |
| 85                     | Ibon Ruiz (ESP)          | 59e                    |
| 86                     | Danny van der Tuuk (NED) | AB-8                   |

| Saint Piran SPC | Saint Piran SPC            | Saint Piran SPC |
| --------------- | -------------------------- | --------------- |
| Num             | Coureur                    | Pos             |
| 91              | Alexandar Richardson (GBR) | AB-8            |
| 92              | Harry Birchill (GBR)       | AB-8            |
| 93              | Finn Crockett (GBR)        | 30e             |
| 94              | Zeb Kyffin (GBR)           | 6e              |
| 95              | Jack Rootkin-Gray (GBR)    | 34e             |
| 96              | William Tidball (GBR)      | 63e             |

| Team DSM-Firmenich DSM | Team DSM-Firmenich DSM     | Team DSM-Firmenich DSM |
| ---------------------- | -------------------------- | ---------------------- |
| Num                    | Coureur                    | Pos                    |
| 101                    | Tobias Lund Andresen (DEN) | 67e                    |
| 102                    | Patrick Bevin (NZL)        | 42e                    |
| 103                    | Enzo Leijnse (NED)         | 75e                    |
| 104                    | Niklas Märkl (GER)         | 44e                    |
| 105                    | Tim Naberman (NED)         | 54e                    |
| 106                    | Casper van Uden (NED)      | 28e                    |

| Q36.5 Pro Cycling Team Q36 | Q36.5 Pro Cycling Team Q36 | Q36.5 Pro Cycling Team Q36 |
| -------------------------- | -------------------------- | -------------------------- |
| Num                        | Coureur                    | Pos                        |
| 111                        | Mark Donovan (GBR)         | 5e                         |
| 112                        | Damien Howson (AUS)        | 3e                         |
| 113                        | Kamil Małecki (POL)        | 58e                        |
| 114                        | Nicolò Parisini (ITA)      | 27e                        |
| 115                        | Joey Rosskopf (USA)        | 23e                        |
| 116                        | Szymon Sajnok (POL)        | 51e                        |

| TDT-Unibet TDT | TDT-Unibet TDT           | TDT-Unibet TDT |
| -------------- | ------------------------ | -------------- |
| Num            | Coureur                  | Pos            |
| 121            | Harry Tanfield (GBR)     | AB-8           |
| 122            | Joren Bloem (NED)        | AB-8           |
| 123            | Davide Bomboi (BEL)      | AB-7           |
| 124            | Martijn Budding (NED)    | AB-1           |
| 125            | Abram Stockman (BEL)     | 37e            |
| 126            | Hartthijs de Vries (NED) | 46e            |

| Team Flanders-Baloise TFB | Team Flanders-Baloise TFB | Team Flanders-Baloise TFB |
| ------------------------- | ------------------------- | ------------------------- |
| Num                       | Coureur                   | Pos                       |
| 131                       | Kamiel Bonneu (BEL)       | 8e                        |
| 132                       | Sander De Pestel (BEL)    | 33e                       |
| 133                       | Milan Fretin (BEL)        | AB-7                      |
| 134                       | Elias Maris (BEL)         | 35e                       |
| 135                       | Ward Vanhoof (BEL)        | NP-2                      |
| 136                       | Alex Colman (BEL)         | AB-8                      |

| Trinity Racing TRI | Trinity Racing TRI     | Trinity Racing TRI |
| ------------------ | ---------------------- | ------------------ |
| Num                | Coureur                | Pos                |
| 141                | Luke Lamperti (USA)    | 40e                |
| 142                | Robert Donaldson (GBR) | 29e                |
| 143                | Liam Johnston (AUS)    | AB-8               |
| 144                | Paul Magnier (FRA)     | 20e                |
| 145                | Oliver Rees (GBR)      | 56e                |
| 146                | Max Walker (GBR)       | 50e                |

| Uno-X Pro Cycling Team UXT | Uno-X Pro Cycling Team UXT     | Uno-X Pro Cycling Team UXT |
| -------------------------- | ------------------------------ | -------------------------- |
| Num                        | Coureur                        | Pos                        |
| 151                        | Stian Fredheim (NOR)           | 68e                        |
| 152                        | Fredrik Dversnes (NOR) (route) | 39e                        |
| 153                        | Tord Gudmestad (NOR)           | 69e                        |
| 154                        | Tobias Johannessen (NOR)       | 2e                         |
| 155                        | Rasmus Tiller (NOR)            | 12e                        |
| 156                        | Martin Bugge Urianstad (NOR)   | 21e                        |

| Movistar Team MOV | Movistar Team MOV                  | Movistar Team MOV |
| ----------------- | ---------------------------------- | ----------------- |
| Num               | Coureur                            | Pos               |
| 1                 | Gonzalo Serrano (ESP)              | 19e               |
| 2                 | Fernando Gaviria (COL)             | AB-6              |
| 3                 | Carlos Verona (ESP)                | 72e               |
| 4                 | Max Kanter (GER)                   | AB-7              |
| 5                 | Gregor Mühlberger (AUT) (route)    | 7e                |
| 6                 | Óscar Rodríguez Garaicoechea (ESP) | 45e               |

| Ineos Grenadiers IGD | Ineos Grenadiers IGD   | Ineos Grenadiers IGD |
| -------------------- | ---------------------- | -------------------- |
| Num                  | Coureur                | Pos                  |
| 11                   | Tom Pidcock (GBR)      | NP-7                 |
| 12                   | Carlos Rodríguez (ESP) | 10e                  |
| 13                   | Luke Rowe (GBR)        | 55e                  |
| 14                   | Connor Swift (GBR)     | 36e                  |
| 15                   | Magnus Sheffield (USA) | 4e                   |
| 16                   | Ben Turner (GBR)       | 38e                  |

| Bingoal WB BWB | Bingoal WB BWB         | Bingoal WB BWB |
| -------------- | ---------------------- | -------------- |
| Num            | Coureur                | Pos            |
| 21             | Floris De Tier (BEL)   | 41e            |
| 22             | Johan Meens (BEL)      | 26e            |
| 23             | Davide Persico (ITA)   | 64e            |
| 24             | Dimitri Peyskens (BEL) | 32e            |
| 25             | Lennert Teugels (BEL)  | 15e            |
| 26             | Alexander Salby (DEN)  | NP-7           |

| Grande-Bretagne GBR | Grande-Bretagne GBR | Grande-Bretagne GBR |
| ------------------- | ------------------- | ------------------- |
| Num                 | Coureur             | Pos                 |
| 31                  | Ethan Vernon        | 24e                 |
| 32                  | Jack Brough         | 74e                 |
| 33                  | Joshua Giddings     | AB-8                |
| 34                  | Noah Hobbs          | 66e                 |
| 35                  | Oliver Wood         | 73e                 |
| 36                  | Stephen Williams    | 14e                 |

| Bora-Hansgrohe BOH | Bora-Hansgrohe BOH     | Bora-Hansgrohe BOH |
| ------------------ | ---------------------- | ------------------ |
| Num                | Coureur                | Pos                |
| 41                 | Sam Bennett (IRL)      | AB-8               |
| 42                 | Ryan Mullen (IRL)      | 47e                |
| 43                 | Nils Politt (GER)      | 9e                 |
| 44                 | Matthew Walls (GBR)    | 60e                |
| 45                 | Ide Schelling (NED)    | 65e                |
| 46                 | Danny van Poppel (NED) | 11e                |

| Bolton Equities Black Spoke Pro Cycling BEB | Bolton Equities Black Spoke Pro Cycling BEB | Bolton Equities Black Spoke Pro Cycling BEB |
| ------------------------------------------- | ------------------------------------------- | ------------------------------------------- |
| Num                                         | Coureur                                     | Pos                                         |
| 51                                          | Jacob Scott (GBR)                           | 57e                                         |
| 52                                          | Matthew Bostock (GBR)                       | 61e                                         |
| 53                                          | James Fouché (NZL)                          | 53e                                         |
| 54                                          | Ryan Christensen (NZL)                      | NP-7                                        |
| 55                                          | Mark Stewart (GBR)                          | 16e                                         |
| 56                                          | Rory Townsend (IRL)                         | NP-8                                        |

| Global 6 Cycling GLC | Global 6 Cycling GLC   | Global 6 Cycling GLC |
| -------------------- | ---------------------- | -------------------- |
| Num                  | Coureur                | Pos                  |
| 61                   | Nícolas Sessler (BRA)  | 22e                  |
| 62                   | Giacomo Ballabio (ITA) | 25e                  |
| 63                   | Tomoya Koyama (JPN)    | AB-7                 |
| 64                   | Evan Russell (CAN)     | 49e                  |
| 65                   | Callum Ormiston (RSA)  | 71e                  |
| 66                   | Tom Wirtgen (LUX)      | 70e                  |

| Jumbo-Visma TJV | Jumbo-Visma TJV            | Jumbo-Visma TJV |
| --------------- | -------------------------- | --------------- |
| Num             | Coureur                    | Pos             |
| 71              | Wout van Aert (BEL)        | 1er             |
| 72              | Edoardo Affini (ITA)       | 62e             |
| 73              | Steven Kruijswijk (NED)    | 52e             |
| 74              | Olav Kooij (NED)           | 48e             |
| 75              | Jos van Emden (NED)        | AB-8            |
| 76              | Nathan Van Hooydonck (BEL) | 43e             |

| Equipo Kern Pharma EKP | Equipo Kern Pharma EKP   | Equipo Kern Pharma EKP |
| ---------------------- | ------------------------ | ---------------------- |
| Num                    | Coureur                  | Pos                    |
| 81                     | Roger Adrià (ESP)        | 13e                    |
| 82                     | Igor Arrieta (ESP)       | 17e                    |
| 83                     | Iñigo Elosegui (ESP)     | 31e                    |
| 84                     | José Félix Parra (ESP)   | 18e                    |
| 85                     | Ibon Ruiz (ESP)          | 59e                    |
| 86                     | Danny van der Tuuk (NED) | AB-8                   |

| Saint Piran SPC | Saint Piran SPC            | Saint Piran SPC |
| --------------- | -------------------------- | --------------- |
| Num             | Coureur                    | Pos             |
| 91              | Alexandar Richardson (GBR) | AB-8            |
| 92              | Harry Birchill (GBR)       | AB-8            |
| 93              | Finn Crockett (GBR)        | 30e             |
| 94              | Zeb Kyffin (GBR)           | 6e              |
| 95              | Jack Rootkin-Gray (GBR)    | 34e             |
| 96              | William Tidball (GBR)      | 63e             |

| Team DSM-Firmenich DSM | Team DSM-Firmenich DSM     | Team DSM-Firmenich DSM |
| ---------------------- | -------------------------- | ---------------------- |
| Num                    | Coureur                    | Pos                    |
| 101                    | Tobias Lund Andresen (DEN) | 67e                    |
| 102                    | Patrick Bevin (NZL)        | 42e                    |
| 103                    | Enzo Leijnse (NED)         | 75e                    |
| 104                    | Niklas Märkl (GER)         | 44e                    |
| 105                    | Tim Naberman (NED)         | 54e                    |
| 106                    | Casper van Uden (NED)      | 28e                    |

| Q36.5 Pro Cycling Team Q36 | Q36.5 Pro Cycling Team Q36 | Q36.5 Pro Cycling Team Q36 |
| -------------------------- | -------------------------- | -------------------------- |
| Num                        | Coureur                    | Pos                        |
| 111                        | Mark Donovan (GBR)         | 5e                         |
| 112                        | Damien Howson (AUS)        | 3e                         |
| 113                        | Kamil Małecki (POL)        | 58e                        |
| 114                        | Nicolò Parisini (ITA)      | 27e                        |
| 115                        | Joey Rosskopf (USA)        | 23e                        |
| 116                        | Szymon Sajnok (POL)        | 51e                        |

| TDT-Unibet TDT | TDT-Unibet TDT           | TDT-Unibet TDT |
| -------------- | ------------------------ | -------------- |
| Num            | Coureur                  | Pos            |
| 121            | Harry Tanfield (GBR)     | AB-8           |
| 122            | Joren Bloem (NED)        | AB-8           |
| 123            | Davide Bomboi (BEL)      | AB-7           |
| 124            | Martijn Budding (NED)    | AB-1           |
| 125            | Abram Stockman (BEL)     | 37e            |
| 126            | Hartthijs de Vries (NED) | 46e            |

| Team Flanders-Baloise TFB | Team Flanders-Baloise TFB | Team Flanders-Baloise TFB |
| ------------------------- | ------------------------- | ------------------------- |
| Num                       | Coureur                   | Pos                       |
| 131                       | Kamiel Bonneu (BEL)       | 8e                        |
| 132                       | Sander De Pestel (BEL)    | 33e                       |
| 133                       | Milan Fretin (BEL)        | AB-7                      |
| 134                       | Elias Maris (BEL)         | 35e                       |
| 135                       | Ward Vanhoof (BEL)        | NP-2                      |
| 136                       | Alex Colman (BEL)         | AB-8                      |

| Trinity Racing TRI | Trinity Racing TRI     | Trinity Racing TRI |
| ------------------ | ---------------------- | ------------------ |
| Num                | Coureur                | Pos                |
| 141                | Luke Lamperti (USA)    | 40e                |
| 142                | Robert Donaldson (GBR) | 29e                |
| 143                | Liam Johnston (AUS)    | AB-8               |
| 144                | Paul Magnier (FRA)     | 20e                |
| 145                | Oliver Rees (GBR)      | 56e                |
| 146                | Max Walker (GBR)       | 50e                |

| Uno-X Pro Cycling Team UXT | Uno-X Pro Cycling Team UXT     | Uno-X Pro Cycling Team UXT |
| -------------------------- | ------------------------------ | -------------------------- |
| Num                        | Coureur                        | Pos                        |
| 151                        | Stian Fredheim (NOR)           | 68e                        |
| 152                        | Fredrik Dversnes (NOR) (route) | 39e                        |
| 153                        | Tord Gudmestad (NOR)           | 69e                        |
| 154                        | Tobias Johannessen (NOR)       | 2e                         |
| 155                        | Rasmus Tiller (NOR)            | 12e                        |
| 156                        | Martin Bugge Urianstad (NOR)   | 21e                        |